# Luis Fernando Lucumí
Luis Fernando Lucumí Villegas (2 de febrero de 1998) es un deportista colombiano que compite en atletismo adaptado. Ganó dos medallas en los Juegos Paralímpicos de Verano, plata en Río de Janeiro 2016 y bronce en Tokio 2020.

## Palmarés internacional
| Juegos Paralímpicos      | Juegos Paralímpicos     | Juegos Paralímpicos | Juegos Paralímpicos |
| Año                      | Lugar                   | Medalla             | Prueba              |
| ------------------------ | ----------------------- | ------------------- | ------------------- |
| 2016                     | Río de Janeiro (Brasil) | Medalla de plata    | Jabalina F38        |
| 2020                     | Tokio (Japón)           | Medalla de bronce   | Jabalina F38        |
| Juegos Parapanamericanos |                         |                     |                     |
| 2023                     | Santiago (Chile)        | Medalla de bronce   | Jabalina F37/F38    |